# 薩賽馬
4°54′N 74°26′W / 4.900°N 74.433°W

薩賽馬是哥倫比亞的城鎮，位於該國中部，由昆迪納馬卡省負責管轄，距離首府波哥大80公里，始建於1605年，面積114平方公里，海拔高度2,311米，2005年人口9,948。